# جيه. جايالاليثا
جايالاليثا جايارام أو جيه جايالاليثا (بالتاميلية: ஜெயலலிதா ராம்)‏ (بالكنادية: ಜಯಲಲಿತಾ ಜಯರಾಂ)‏‏ (24 فبراير 1948م - 5 ديسمبر 2016م) هي رئيسة وزراء سابقة وقائدة معارضة للحكومة حالياً في تاميل نادو، الهند، كما أنها سكرتيرة الأمين العام للدولة الهندية آنا درافيد مونيترا كازاجام، وهو حزب درافيديون في الولاية، تُعرف أيضًا بعدة أسماء أخرى منها آما (الأم)، وباسم بوراتشي سالافي (القائدة الثورية) عند التابعين لها، وكانت ممثلة أفلام مشهورة في سينما التاميل قبل دخولها عالم السياسة، وتعتبر واحدة من كبار نجمات السينما في جنوب الهند و سيطرت على السنما هناك نحو 30 عاماً، وكانت الأعلى إجراء بين عام 1965 و 1980.

## بداية حياتها
وُلدت في ميسوري ككومالافالي في عائلة لينجر التاملية النموذجية، ووقعت عائلتها في الفقر بعد أن فقدت والدها في سن الثانية من عمرها. تلقّت تعليمها في مدرسة بيشوب كوتون جيرلز الثانوية في بانجلور  ولكنها انتقلت بعد ذلك إلى ولاية مدراس (تاميل نادو الآن) مع والدتها ساندهيا، التي غامرت بقيامها بالتمثيل في سينما تاميل. التحقت بعد ذلك بامتحانات مدرسة القلب الأقدص (المعروفة باسم كنيسة بارك) لتقديم الراهبات في شيناي.  وتفوّقت في المجال الأكاديمي، وادّعت أنّه عُرض عليها منحة للدراسات العليا من حكومة الهند،  ولكن مع توجيه والدتها، انتقلت الشابة جايالاليثا لمجال الأفلام. وبدأت تمثل معظم أغانيها المعروفة عندما كان عمرها 15 عامًا.

## حياتها في التمثيل
كان لجيه جايالاليثا حياة ناجحة جدًا في عالم الفن بكونها ممثلة قبل اختراقها عالم السياسة، أذ مثّلت في فيلم باللغة الإنجليزية «رسالة إنجيلية» الذي صدر في عام 1961م، وقام بإنتاجه شانكار غيري نجل الرئيس الهندي السابق دكتور ف. ف. غيري. نجح فيلمها الأول شينادا غومبي (في الكانادا نجاحاً كبيراً. أما الفيلم الذي صنع شهرتها هو فيلمها التيلوجو الأول مانوشولو ماماثالو. في عام 1972م، تمّ تشريفها من قِبل حكومة التاميل نادو بجائزة كالاماماني. قامت بالتمثيل أمام دارمندرا في الفيلم الهندي لذات، وكان فيلمها الأخير هو نادهيا ثيدي فانداها كادال عام 1980م.
وقامت بغناء الأغاني التالية في مشوارها السينمائي:
1. «أما يندرال أنبو» من أديمابن (1969م) غُنّيت بواسطة جي. جايالاليثا الكلمات بواسطة فالي الموسيقى من قبل كي. في. ماهاديفان.
2. «أوه مري ديلروبا» من سورياكنسي (1973م) قام بغنائها تي ام اس & وجيه جايالاليثاكلمات فاليالموسيقى بواسطة ام. اس. فيسواناثان.
3. «نان اندرال ادهو» من سورياكنسي (1973م)غناء اس بي بي وجيه جايالاليثاكلمات فالي & راندور غيالموسيقى ام. اس. فيسواناثان.
4. «كانجليل اييرام» من فاندهالي مهراشي (1973م) غناء تي ام اس وجيه جايالاليثاكلمات فاليالموسيقى لشانكار - غانيش.
5. «ايرو مآنجاني بول» من فيرام (1974م) غناء اس بي بي وجيه جايالاليثاكلمات كاناداسانالموسيقى لـ تي آر بابا.
6. «شيتهيرا منداباثيل» من آنبي ثيدي (1974م)غناء تي ام اس وجيه جايالاليثاكلمات كاناداسانالموسيقى ام. اس. فيسواناثان.
7. «ثيرومنجاليم كوليام موراي» من ثيرومنجاليم (1974م)غناء بي. سوسيلا & جيه جايالاليثاكلمات كاناداسانالموسيقى لـ ام. اس. فيسواناثان.
8. «يولاجام أورو نال بيراندهادهو» من ثيرومنجاليام (1974م)، غناء جيه جايالاليثا كلمات كاناداسان الموسيقى ام. اس. فيسواناثان.
9. «مادراسو ميلو من يوناي سوتورم يولاجام» غناء جيه جايالاليثا& ل. ر. اسواري كلمات فالي الموسيقى من قبل شانكار - غانيش.
10. «المعري فاروم يولاجينيل» غناء جيه جايالاليثا الموسيقى من قبل كوناكودي فيدياناثان.

## السياسة
في عام 1981م، التحقت بـ AIADMK وكانت مُرشّحة لراجيا سابها في عام 1988م، بمناسبة دخولها البرلمان في الهند. نما ارتباطها بالسياسة من علاقتها مع م. ج. راماشاندران (معروف باسم (م. ج. ر) وهو كان نجم سينمائي وبعد ذلك رئيس الوزراء. ووفقًا لتقارير إعلامية موثقة جيداً والعديد من المنشورات، بما في ذلك الكتب والمجلات، فإن جايالاليثا وم. جي راماشاندران كانوا على علاقة خارج نطاق الزواج لفترة طويلة ، وساعدها موقعها كعشيقة له أن تصبح وريثته السياسية. ومع ذلك، لا يزال هناك خلاف على صحة هذه المنشورات. فازت في عام 1989م بانتخابات الجمعية التشريعية في تاميل نادو، وبالمناسبة، أصبحت أول امرأة يتم انتخابها زعيمة للمعارضة. وفي عام 1991م، عُقب اغتيال راجيف غاندي، قبل أيام فقط من الانتخابات، قام تحالفها مع الكونجرس القومي الهندي بدفع موجة من التعاطف مع قوات التحالف للنصرا الكبير. أُعيد انتخابها مرة أخرى في الجمعية التشريعية، وأصبحت أول امرأة تنتخب رئيس وزراء التاميل نادو، والتي تخدم حيازة كاملة (24 يونيو 1991م — مايو 12، 1996م) (أصبح جاناكي راماشاندران تقنيًا أول رئيس وزراء امرأة بعد وفاة زوجها، ولكن لم يتم انتخابها وتولت الرئاسة على الحكومة الانتقالية المؤقتة). وبسبب الموجة المضادة لتولي المناصب، والعديد من مزاعم الفساد وسوء التصرف ضدها وضد وزرائها، فقدت سلطتها لـ DMK عام 1996م، بهزيمة ساحقة. خسر جميع وزراء حكومتها السابقين في دايرتها، بما في ذلك هي نفسها، حتّى أنّ هناك ستة منهم خسروا طبقاتهم، ممّا يدل على أنّهم حتى لم يتجاوزوا أقل عدد من الأصوات المتوقعة لهم. وعادت إلى السلطة بأغلبية كبيرة في انتخابات عام 2001م، بعد أن حشدت أكبر تحالف وتحدي والعديد من التنبؤات قبل الاستطلاع. في الانتخابات البرلمانية الأخيرة التي عقدت في عام 2006م، كان على حزبها أن يتخلي عن السلطة لحكومة DMK.
خلال السنوات لها خارج السلطة، كان عليها أن تواجه عددًا من الدعاوى الجنائية المتصلة بفترة حكمها الأولى، ومعظمها تتناول الاختلاسات والاحتيالات النقدية. في عام 2001م، قامت محكمة مصممة خصيصاً بإدانتها بالخرق الجنائي للثقة واكتسابها الملكية الحكومية التابعة لـ TANSI بطريقة غير شرعية، وهي الوكالة التي تديرها الدولة، وحكمت عليها بالسجن خمس سنوات. وطعنت في الحكم أمام المحكمة العليا في الهند. وعندما كان الطعن قيد النظر القضائي، لم يُؤهلها الحكم لخوض الانتخابات عام 2001م. ومع ذلك، وبعد أن قادت حزبها للفوز، أصبحت بشكل مثير للجدل رئيسة وزراء باعتبارها عضو غير منتخب في الجمعية.
في 21 سبتمبر عام 2001،  قضى خمسة قضاه من البدلاء الدستورييين في المحكمة العليا في الهند بأن «الشخص الذي أُدين بارتكاب جريمة جنائية وحكم عليه بالسجن لمدة لا تقل عن سنتين لايمكن تعيينه في منصب رئيس الوزراء للولاية بموجب المادة 164 (1)مع قراءة (4) ولا يمكن أن يستمر في العمل على هذا النحو». وبالتالي، قرر البدلاء الدستوريين «أن تعيين السيدة جايالاليثا كرئيسة للوزراء يعتبر انتهاك واضح للحكم الدستوري ويجب مناقشة هذه الوثيقة».
في الواقع، كان تعيينها كرئيسة للوزراء لاغي وباطل. ولذلك، من الناحية الفنية، فإنّها لم تكن رئيسة الوزراء في الفترة ما بين 14 مايو 2001م و21 سبتمبر 2001م، وتمّ تثبيت أو. بانيرسيلفم كرئيس للوزراء في وقت لاحق، حيث كان وزير.
ومع ذلك، كان يُعتقد بشكل كبير أن حكومته تتحكم فيها جايالاليثا بشكل مصغر. في عام 2003م، برأتها المحكمة العليا في القضية المحددة، لعدم وجود أدلة قاطعة لإدانتها. ومهد ذلك الطريق لها لخوض الانتخابات في منتصف المدة لدائرة أنديباتي، بعد أن تخلى مرشح ممثل لمقعد عن عضويته. تولت جايالاليثا منصب رئيسة الوزراء مرة أخرى، بعد الفوز في الانتخابات بفارق بسيط.
بعد الانتخابات البرلمانية لعام 2006م، تمّ انتخاب أو بانيرسيلفام كقائد للحزب التشريعي AIADMK وبالتالي زعيم المعارضة في البرلمان، بعد أن قرّرت جايالاليثا عدم حضورها إلى البرلمان إلّا في الضرورة القُصوى". بيد أنّها، بحُكم سيطرتها القوية على حزبها، كانت تعتبر زعيم المعارضة الحقيقي في الولاية. وبعد ذلك الشهر، بدأت في الحضور إلى البرلمان، عندما تعطل كل حضور AIADMK MLAs. تم انتخابها ككقائدة للحزب التشريعي الآن (اعتباراً من 2006م) حيث تقود المعارضة في البرلمان.

### عضو الجمعية التشريعية
| سنة   | انتخبت / أُعيد انتخابه | مكان            |
| ----- | --------------------- | --------------- |
| 1989م | انتخبت                | بوديناياكاكانور |
| 1991م | انتخبت                | بارجور          |
| 2002م | انتخبت                | أندباتي         |
| 2006م | أُعيد انتخابها         | أندباتي         |

### رئيس الوزراء
| من عام | لعام  | الانتخابات                               |
| ------ | ----- | ---------------------------------------- |
| 1991م  | 1996م | 1991م انتخابات برلمان ولاية التاميل نادو |
| 2002م  | 2006م | 2001م انتخابات برلمان ولاية التاميل نادو |

## الإنجازات التشريعية الكبرى
- إعلان إضراب ضباط الحكومة غير القانوني.
- حظر القروض الخاصة بأسعار فائدة عالية.
- إنجاز مخطط إمدادات المياه نيو فيرنام لشيناي.
- حظر اليانصيب لتشجيع الادخار.
- القضاء على عصابة فيرابان.
- إدخال الفيديو كونفرنس في السجون والمحاكم، وبالتالي تنتفي الحاجة إلى إحضار المتهم شخصياص أمام المحكمة لتمديد فترة الحبس الاحتياطي أو الإفراج المشروط في كل مرة.
- جميع مراكز الشرطة للنساء.
- مخطط حصاد مياه الأمطار، لتخفيف نقص المياه.
- برنامج 'المرأة الريفية للمساعدة الذاتية والغرض منه الاستفادة من lakhs للمرأة في القرى.
- دورات مجانية لجميع الخريجين من طلاب المدارس.
- نال ثوتي كوزاندي ثيتام الذي بدأته جايالاليثا إعجابها على نطاق واسع.

## أوجه القصور والفشل
- سحب بطاقات الحصص التموينية — لاحقاً.
- قانون منع التحول الديني — حيث أصدرت قانون لوقف التحولات الدينية التي تُشجّع على التفشي [اعتناق المسيحية] en:Religious conversion#Conversion to Christianity في جميع أنحاء الدولة.

## الانتقادات

### ادعاءات أسلوب الحكم القمعي
اعتبر منتقديها أن أسلوبها في الحكم قمعي، وفيما يلي بعض الحوادث القليلة التي عُقدت ضدها؛ لتبرير مثل هذه المطالبات.
1. في عام 2003م، أعلن معلمو المعاهد الحكومية وموظفو حكومة الولاية اضرابًا مفتوحاً، مُطالبين فيه بإلغاء قانون تقليل معاشاتهم التقاعدية. اتخذت حكومة جايالاليثا موقفًا متحديًا [إذ إنّ الحفاظ على التخفيض كان ضروريًا؛ لتعزيز الموقف المالي للحكومة]. وسنت تشريعات على عجل مكنتها من أن تعلن أن الإضراب غير قانوني؛لأنّه يحول دون صيانة «الخدمات الأساسية»، وأنهت خدمة الموظفين المضربين البالغ عددهم حوالي 170,000. كانت هناك مزاعم واسعة النطاق من hyperaction ومطاردة الشر، مع تعرض الشرطة لضغوط في العمل لاستهداف الأفراد المضربين، وأحيانًا إلى حد اقتحام منازلهم والقبض عليهم لأسباب واهية. حكمت المحكمة الكبرى والمحكمة العليا في الهند، كاستجابة للنداءات، إجراءات الحكومة التشرعية ولكنّها أمرت ثلاثة قضاه من أعضاء لجنة المحكمة العليا للنظر في الطعون المقدمة من الموظفين على أساس فردي. أمرت اللجنة التي انعقدت لمدة ستة أشهر بإعادة الجميع ولكنهم أقل قليلاً من 4.000 موظف، وأوصت بعقوبة طفيفة لحوالي 6.000 موظف. وبعد ذلك، بعد أن عانى حزبها، تراجعت جايالاليثا في قراراتها وأعادت جميع الموظفين وسحبت العقوبات المفروضة، بالرغم من نتائج لجنة القضاة.[19] ويُعتقد أنّ هذا يرجع بشكل كبير إلى هزيمتها في الانتخابات الوطنية في مايو 2004م.
2. أُثيرت الشائعات حول صحة الادعاءات في ملفات الإجراءات الجنائية المختلفة المقدمة خلال توليها منصب رئيس الوزراء أمام مُنتقديها، مُتضمنة ابنها المقصي ف. ن. سوداكاران، متهمينهم بحيازة المخدرات.[20]

في عام 1992م، تمّ الاعتداء على شاندراليخا، وهو ضابط IAS ورئيس مؤسسة التنمية الصناعية المملوكة للولاية، بطريقة وحشية على طرق شيناي، وتمّ إلقاء ماء النار على وجهه. ويزعم أنّ هذا يرجع إلى رفضه اتّباع نهج جايالاليثا في قضية سحب الاستثمارات في سبيك، وهي شركة قطاع مشترك. وزعم المقبوض عليه المُشتبه به في هذه القضية، سوريلا، أنّه فعل ذلك بناءً على تعليمات من جايالاليثا وأحد المعاونين المقربين لها ساسيكالا ناتاراجان.
1. في 30 مايو من عام 1995م، أُصيب ر. شانموغا صندرام، وهو مُدافع ينتمي إلى DMK، بإصابات بالغة في هجوم عليه، [21] وكانت الادعاءات موجهة ضد جايالاليثا.
2. كانت باستمرار في قلب الجدل الدائر حول العديد من دعاوى التشهير [22] ضد قادة المعارضة وأعضاء من الصحافة، وذلك باستخدام الامتيازات المتاحة لها في الصفة الرسمية، وباستخدام أموال الحكومة. وقد اتُّهِمت بأنّها غير متسامحة للغاية على الانتقادات السلبية.
3. تمّ الترحيب بالعمل ضد جايندرا ساراسواثي أثناء توليها لمنصب رئيسة الوزراء في بعض الأوساط وأدين في بعض الأوساط الأخرى.
4. الفعل الذي بدأ ضد زعيم المعارضة ورئيس الوزراء الحالي، م. كارونانديهي ووزراء الاتحاد موراسولي موران وت. ر. باعلو الذين ينتموا جميعاً إلى DMK، في عام 2004م من أجل قضية احتيال الجسر. وأدّى ذلك إلى نقد الفعل على نطاق واسع.[23]
5. أُعطيت أوامر للقبض على محرري الهندوسية، واحدة من كبريات الصحف مقرها في شيناي؛ لنشر مقال افتتاحي بعنوان 'تزايد التعصب' الذي انتقد فيها جايالاليثا بأنّها «تستخدم سلطة الدولة استخدام جاحف». كما تمّ القبض أيضاً على رئيس تحرير صحيفة «موراسولى» — التي أعادت نشر القطعة — وحكم عليه بالسجن لمدة 15 يومًا.

## التوافه
- يرى الكثير من الناس ووسائل الإعلام أنّ جايالاليثا تعتقد في الأعداد والتنجيم، وأشاروا إلى تغيير اسمها من Jayalalitha إلى Jayalalithaa كدليل مباشر على مثل هذا الاعتقاد.[24] ذكرت تقارير صحفية أيضًا إيمانها في علم الفلك وعلم الأعداد، وتقول التقارير أنّها تستشير مُنجّمة قبل اتخاذ القرارات السياسية الهامة.[25][26]

## الفيلموغرافيه الجزئية
| فينيرا عادي                      | سريكانث                         |
| ايراثيل أوروفان                  | م. ج. راماشاندران               |
| كافالكارن                        | م. ج. راماشاندران، بريم نذير    |
| أديميا بين                       | م. ج. راماشاندران، بريم نذير    |
| أوليفيلاكو                       | م. ج. راماشاندران، بريم نذير    |
| كاني التايلاندية                 | م. ج. راماشاندران، بريم نذير    |
| موجاراسي \| \| م. ج. راماشاندران |                                 |
| ثانيبرافي                        | م. ج. راماشاندران               |
| آناماتاكي                        | م. ج. راماشاندران               |
| نيروم نيربم                      | م. ج. راماشاندران               |
| انغال ثانجام                     | م. ج. راماشاندران               |
| ثالافان                          | م. ج. راماشاندران               |
| ماتوكارافيلان                    | م. ج. راماشاندران               |
| كادال فاجانام                    | م. ج. راماشاندران               |
| كانافان                          | م. ج. راماشاندران               |
| كوديرونسا كويل                   | م. ج. راماشاندران               |
| ثير ثيروفيزو                     | م. ج. راماشاندران               |
| راجيسايا بوليس 115               | م. ج. راماشاندران               |
| شاندروسايام                      | جيزن راماشاندران                |
| بودهيا بومي                      | جيزن راماشاندران                |
| اراسكاتالي                       | جيزن راماشاندران، ب. ساروجاديفي |
| رامان ثيدايا                     | جيزن راماشاندران                |
| كنان أون كادالان                 | جيزن راماشاندران                |
| شاندرودايان                      | جيزن راماشاندران                |
| ثيدي فانداها معبلاي              | م. ج. راماشاندران               |
| أون عنان                         | جيزن راماشاندران                |
| كوماري قطام                      | جيزن راماشاندران                |
| باتيكاتو بونياه                  | جيزن راماشاندران                |
| نام نادو                         | جيزن راماشاندران                |
| باتيكادا باتاناما                | سيفاجي غإنسان                   |
| جالاتا كالايانام                 | سيفاجي غإنسان                   |
| سوماثي أون سونداري               | سيفاجي غإنسان                   |
| انجرينوهو فانداهي                | سيفاجي غإنسان                   |
| نيثاي                            | سيفاجي غإنسان                   |
| سافالي ساماليي                   | سيفاجي غإنسان                   |
| رجاء                             | سيفاجي غإنسان                   |
| ديفا ماجان                       | سيفاجي غإنسان                   |
| موتور ساندارامبالي               | سيفاجي غإنسان                   |
| باتوم بهاراساموم                 | سيفاجي غإنسان                   |
| كاندان كاروناي                   | سيفاجي غإنسان، سيفاكومار        |
| انجا ماما                        | سيفاجي غإنسان                   |
| ثاي                              | سيفاجي غإنسان                   |
| جروداكاشاني                      | سيفاجي غإنسان، بادميني          |
| أناي فيلانكاني                   | جيميني غإنسان                   |
| سري كريشنا ليلا                  | سيفاكومار، وسري لفيديا          |
| ساخيتا ليلا                      | جيميني غإنسان، KR فيجايا        |
| ايروديفنجال                      | جيميني جإنسان                   |
| آنثيباراثكاسي                    | جيميني غإنسان                   |
| سورياكنسي                        | موثورامان                       |
| ثيرومنجاليم                      | موثورامان                       |
| فيرام                            | جاى شانكار                      |
| يار ني                           | جاى شانكار                      |
| ني                               | جاى شانكار                      |
| بومالاتام                        | جاى شانكار                      |
| كوماري بن                        | رافيشاندران                     |
| بغداد بيرازاجي                   | رافيشاندران                     |
| نادهيايا ثيدي فانداها كادا       | ساراسابوبو                      |

## الجوائز والشهادات
في عام 1991م، كرّمتها جامعة مدراس وذلك بمنحها درجة الدكتوراة في الأدب. في عام 1992م، ناقش دكتور التاميل نادو MGR في كلية الطب، درجة الدكتوراة في العلوم معها. في عام 1993م، منحت جامعة مادوراي كاماراج درجة دكتوراة في الآداب في بلدها. في عام 2003م، منحت جامعة الزراعة بتاميل نادو درجة الدكتوراة في العلوم عليها، وجامعة Bharathidasan منحت درجة الدكتوراة في الآداب في بلدها. حصلت على درجة الدكتوراة الفخرية في القانون المخولة لها من قبل الدكتور أمبيدكار في كلية الحقوق في التاميل نادو، تشيناي في عام 2005م.

## وصلات خارجية
- جيه. جايالاليثا على موقع IMDb (الإنجليزية)
- جيه. جايالاليثا على موقع الموسوعة البريطانية (الإنجليزية)
- جيه. جايالاليثا على موقع ميوزك برينز (الإنجليزية)
- جيه. جايالاليثا على موقع قاعدة بيانات الفيلم (الإنجليزية)
- لمحة عن موقع حكومة تاميلنادو
- جايالاليثا: من حالم ممثلة لسياسي قوي، من قبل اس جياراج
- لمحة في Nilacharal
- موقع مخصص للدكتور J. جايالاليثا نسخة محفوظة 8 أكتوبر 2016 على موقع واي باك مشين.
- لمحة عن طريق بي بي سي (1999)
- بي بي سي نيوز المادة -- جايالاليثا العودة إلى السلطة (بتاريخ مارس 2، 2002)
- rediff.com الخاص المعني J. جايالاليثا
- الحكم الذي أصدرته المحكمة العليا في الهند وتقديم المشورة لها للتكفير عن الآثام لها والتي تتطلب لها بالعودة إلى الحكومة الملكية إلى الحكومة
- بى بى سى -- الحياة المثيرة للجدل من جايالاليثا
- بي بي سي Hardtalk رلبلر الفيديو من جايالاليثا (رلبلر مطلوب)

| سبقه Karunanidhi      | Chief Minister of Tamil Nadu First Tenure 1991-1996                      | تبعه Karunanidhi      |
| سبقه Karunanidhi      | Chief Minister of Tamil Nadu Second Tenure 14 May 2001-16 September 2001 | تبعه O. Panneerselvam |
| سبقه O. Panneerselvam | Chief Minister of Tamil Nadu Third Tenure 2002-2006                      | تبعه Karunanidhi      |